# Иџипт (Алабама)
Иџипт (енгл. Egypt) насељено је место без административног статуса у америчкој савезној држави Алабама.

## Демографија
По попису из 2010. године број становника је 932.
| Група             | 2000.    | 2010.       |
| Белци             | 0 (0,0%) | 869 (93,2%) |
| Афроамериканци    | 0 (0,0%) | 8 (0,9%)    |
| Азијати           | 0 (0,0%) | 5 (0,5%)    |
| Хиспаноамериканци | 0 (0,0%) | 31 (3,3%)   |
| Укупно            | 0        | 932         |